# Filisoma scatophagusi
Filisoma scatophagusi är en hakmaskart som beskrevs av T.K. Datta och Soota 1962. Filisoma scatophagusi ingår i släktet Filisoma och familjen Cavisomidae. Inga underarter finns listade i Catalogue of Life.